# リトル・バーリー
リトル・バーリー (Little Barrie) は、イギリスの3人組ロックバンド。彼らの音楽は無駄を削ぎ落としたソウル、ファンク、リズム・アンド・ブルース、ガレージロックの混合と形容されている。

## 来歴
1999年にノッティンガムでバーリー・カドガンとウェイン・フルウッドが出会い、結成された。その後ポーツマス出身のルイス・ワートンが加わり、3人構成になった。
2005年2月、デビュー・アルバム『ウィ・アー・リトル・バーリー』をリリース。本作のプロデュースはエドウィン・コリンズが手がけており、レコーディングも彼の所有するウェスト・ヒース・スタジオにて行われた。同年8月、サマーソニック05に出演。この時は入場規制がかかるほどであった。
2ndアルバムの収録前の2006年3月、ウェイン・フルウッドが脱退。同年8月、サマーソニック06に出演し、ビーチ&アクアステージのトリを務めた。
2006年10月、2ndアルバム『スタンド・ユア・グラウンド』が日本先行リリースされた（欧米では2007年1月にリリース）。本作はダン・ジ・オートメーターとマイク・ペランコーニをプロデューサーに迎え、ニューヨークとロンドンでレコーディングが行われた。収録曲のほとんどでジョン・スペンサー・ブルース・エクスプロージョンのラッセル・シミンズがドラムスを担当し、残り1曲を新加入のビリー・スキーナーが担当した。
2007年、バンドはツアーでヨーロッパ、日本、オーストラリアなどを回り、ポール・ウェラーのアルバム『22ドリームス』のレコーディングにも参加した。
2008年、ビリー・スキーナーに代わってスティーヴ・ハウの息子であるヴァージル・ハウが新ドラマーとして加入。バンドはフランスの女優・歌手のマレーヴァ・ギャランテール（ミス・フランス1999）のアルバム『Happy Fiu』に参加した。
2010年12月、3rdアルバム『キング・オブ・ザ・ウェーヴス』が日本先行リリース。デビュー・アルバムと同様にエドウィン・コリンズがプロデューサーとなり、彼のスタジオでレコーディングが行われた。なお、本作はイギリスでは2011年6月に、アメリカでは2012年2月に、それぞれリリースされている。
2013年6月、Hostess Club Weekenderに出演。同年12月25日、通算4枚目のアルバム『シャドウ』を日本先行リリース。本作はアメリカでは2014年5月26日にリリースされた。
2017年9月12日、ヴァージル・ハウの急死が、父スティーヴ・ハウの在籍するイエスにより発表された。

## メンバー
- バーリー・カドガン（Barrie Cadogan）- ボーカル、ギター

プライマル・スクリーム、エドウィン・コリンズ、モリッシー、ポール・ウェラー、セイント・エティエンヌらのツアーに帯同したり、プライマル・スクリーム、エドウィン・コリンズ、ポール・ウェラー、スピリチュアライズド、ケミカル・ブラザーズの作品に参加している。
- ルイス・ワートン (Lewis Wharton) - ベース

### 旧メンバー
- ヴァージル・ハウ (Virgil Howe) - ドラムス

プログレッシブ・ロック・バンド、イエスのギタリスト、スティーヴ・ハウの息子。2017年死去。
- ウェイン・フルウッド (Wayne Fulwood) - ドラムス
- ビリー・スキーナー (Billy Skinner) - ボーカル、ドラムス

## ディスコグラフィ
- 『ウィ・アー・リトル・バーリー』 - We are Little Barrie (2005年)
- 『スタンド・ユア・グラウンド』 - Stand Your Ground (2006年)
- 『キング・オブ・ザ・ウェーヴス』 - King of the Waves (2010年)
- 『シャドウ』 - Shadow (2013年)
- 『デス・エクスプレス』 - Death Express (2017年)